# Harry Towb
Harry Towb (27 de julio de 1925 – 24 de julio de 2009) fue un actor norirlandés.

## Carrera
Nacido en Larne, Irlanda del Norte, su padre era ruso y su madre irlandesa. Estudió en la Finiston School and Technical College de Belfast. Empezó a trabajar como actor en el teatro, primero en Irlanda en una compañía haciendo giras, después haciendo teatro de repertorio en Inglaterra, y finalmente en el ambiente teatral del West End londinense. Aquí obtuvo un papel en la adaptación musical de Bar Mitzvah Boy. También trabajó en A Funny Thing Happened on the Way to the Forum en el Royal National Theatre en 2004.
Además de en el teatro, Towb hizo numerosas interpretaciones en la televisión, en producciones como Los vengadores, "Callan" Casualty, The Bill, Minder, Doctor Who, Heartbeat y otras. En diciembre de 2008 Towb actuó en dos episodios del serial de la BBC EastEnders, en el papel de David, el novio de Janine Butcher.
Harry Towb también presentó con regularidad el programa de BBC Schools You and Me, junto a los personajes Cosmo y Dibs.
Entre sus trabajos cinematográficos se incluyen The Blue Max (El crepúsculo de las águilas), Above Us the Waves, Patton y Lamb.

## Vida personal
Harry Towb estuvo casado con la actriz Diana Hoddinott, con la que tuvo tres hijos (Emily, Daniel y Joshua). El matrimonio duró 44 años, hasta el momento del fallecimiento del actor, hecho ocurrido en su domicilio de Londres como consecuencia de complicaciones debidas a un cáncer.